# Monna Vanna (film 1916 Caserini)
Monna Vanna è un film muto italiano prodotto nel 1916 diretto da Mario Caserini.

## Trama
Nel medioevo, Pisa è assediata e costretta alla resa dai Fiorentini. Prinzisvalle, il comandante dei vincitori, promette che sarà clemente con la città se potrà avere per sé la bellissima Monna Vanna. Lei accetta e si prepara al sacrificio, ma in realtà Prinzisvalle è innamorato di lei e non ne abusa. Caduto in disgrazia a Firenze, dov'era diventato troppo popolare, Prinzisvalle viene arrestato, ma riesce a fuggire con la complicità di Monna Vanna ed a rifugiarsi a Pisa. Qui però, egli viene accusato ingiustamente della violenza verso la giovane. Monna Vanna allora escogita uno stratagemma e riesce a fuggire insieme a lui.

## Realizzazione del film
Tratto da una omonima commedia, rappresentata nel 1902, dell'autore belga e Premio Nobel Maurice Maeterlinck, Monna Vanna venne ridotta per il cinema dal prolifico Arrigo Frusta, che sin dalla sua fondazione nel 1905 era stato il primo e più importante collaboratore della "Ambrosio Film" di Torino per la stesura di soggetti e di sceneggiature.

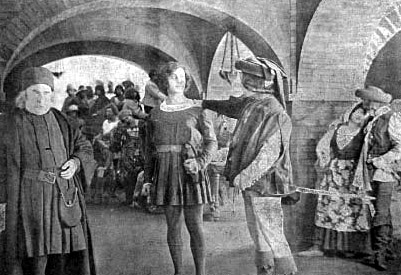
Fotogramma del film, oggi perduto

Il film venne girato nel corso del 1914 e fa parte delle opere che l'ormai affermato regista Mario Caserini realizzò dopo essersi trasferito, in seguito ad una allettante offerta economica, dalla "Cines" romana a Torino, ma restando però alla "Ambrosio" solo poco più di un anno. Nella sua precedente attività egli s'era fatto una consolidata fama proprio come realizzatore di pellicole ispirate a personaggi e vicende storiche, vere o fantastiche, com'è appunto quella della nobildonna pisana.
Esso fu però distribuito, in una versione di lunghezza ridotta rispetto all'originale, soltanto tre anni dopo. Monna Vanna di Caserini è un film attualmente considerato perduto.

## Accoglienza
Monna Vanna fu accolta dalla critica del tempo in modo discordante. Infatti vi fu chi, più vicino all'ambiente torinese in cui era attiva la "Ambrosio", definì il film «una pellicola veramente artistica che fa molto onore al direttore che ne ha curato la composizione; non andiamo errati prevedendo per Monna Vanna un grande successo. La sola interpretazione lascia a desiderare: Madeleine Céliat è deboluccia».
Ma si ebbero anche tesi opposte, che sostennero di «poter considerare mediocre l'opera degli interpreti e del "metteur en scène", ed egualmente dicasi della fotografia, così che il film è passato sullo schermo senza infamia e senza lode».

## Distribuzione
- USA: 19 marzo 1916